# Ga Mỹ Chánh
Ga Mỹ Chánh là một nhà ga xe lửa tại xã Hải Chánh, huyện Hải Lăng, tỉnh Quảng Trị. Nhà ga là một điểm trên tuyến đường sắt Bắc Nam tiếp nối sau ga Diên Sanh và trước ga Phò Trạch (thành phố Huế). Lý trình ga: Km 651 + 670.